# Thaise hockeyploeg (mannen)
De  Thaise hockeyploeg voor mannen is de nationale ploeg die Thailand vertegenwoordigt tijdens interlands in het hockey.
Het team kon zich eenmaal kwalificeren voor een internationaal kampioenschap: op het Aziatisch kampioenschap van 1993 in Hiroshima eindigden ze op de achtste plaats.

## Erelijst Thaise hockeyploeg
| Jaar | Champions Trophy | Aziatisch kampioenschap | Olympische Spelen | Wereldkampioenschap | Hockey World League Hockey Pro League |
| ---- | ---------------- | ----------------------- | ----------------- | ------------------- | ------------------------------------- |
| 1908 |                  |                         | geen deelname     |                     |                                       |
| 1920 |                  |                         | geen deelname     |                     |                                       |
| 1928 |                  |                         | geen deelname     |                     |                                       |
| 1932 |                  |                         | geen deelname     |                     |                                       |
| 1936 |                  |                         | geen deelname     |                     |                                       |
| 1948 |                  |                         | geen deelname     |                     |                                       |
| 1952 |                  |                         | geen deelname     |                     |                                       |
| 1956 |                  |                         | geen deelname     |                     |                                       |
| 1960 |                  |                         | geen deelname     |                     |                                       |
| 1964 |                  |                         | geen deelname     |                     |                                       |
| 1968 |                  |                         | geen deelname     |                     |                                       |
| 1970 |                  |                         |                   |                     |                                       |
| 1971 |                  |                         |                   | geen deelname       |                                       |
| 1972 |                  |                         | geen deelname     |                     |                                       |
| 1973 |                  |                         |                   | geen deelname       |                                       |
| 1974 |                  |                         |                   |                     |                                       |
| 1975 |                  |                         |                   | geen deelname       |                                       |
| 1976 |                  |                         | geen deelname     |                     |                                       |
| 1978 | geen deelname    |                         |                   | geen deelname       |                                       |
| 1980 | geen deelname    |                         | geen deelname     |                     |                                       |
| 1981 | geen deelname    |                         |                   |                     |                                       |
| 1982 | geen deelname    | geen deelname           |                   | geen deelname       |                                       |
| 1983 | geen deelname    |                         |                   |                     |                                       |
| 1984 | geen deelname    |                         | geen deelname     |                     |                                       |
| 1985 | geen deelname    | geen deelname           |                   |                     |                                       |
| 1986 | geen deelname    |                         |                   | geen deelname       |                                       |
| 1987 | geen deelname    |                         |                   |                     |                                       |
| 1988 | geen deelname    |                         | geen deelname     |                     |                                       |
| 1989 | geen deelname    | geen deelname           |                   |                     |                                       |
| 1990 | geen deelname    |                         |                   | geen deelname       |                                       |
| 1991 | geen deelname    |                         |                   |                     |                                       |
| 1992 | geen deelname    |                         | geen deelname     |                     |                                       |
| 1993 | geen deelname    | 8e AK 1993 Hiroshima    |                   |                     |                                       |
| 1994 | geen deelname    |                         |                   | geen deelname       |                                       |
| 1995 | geen deelname    |                         |                   |                     |                                       |
| 1996 | geen deelname    |                         | geen deelname     |                     |                                       |
| 1997 | geen deelname    |                         |                   |                     |                                       |
| 1998 | geen deelname    |                         |                   | geen deelname       |                                       |
| 1999 | geen deelname    | geen deelname           |                   |                     |                                       |
| 2000 | geen deelname    |                         | geen deelname     |                     |                                       |
| 2001 | geen deelname    |                         |                   |                     |                                       |
| 2002 | geen deelname    |                         |                   | geen deelname       |                                       |
| 2003 | geen deelname    | geen deelname           |                   |                     |                                       |
| 2004 | geen deelname    |                         | geen deelname     |                     |                                       |
| 2005 | geen deelname    |                         |                   |                     |                                       |
| 2006 | geen deelname    |                         |                   | geen deelname       |                                       |
| 2007 | geen deelname    | geen deelname           |                   |                     |                                       |
| 2008 | geen deelname    |                         | geen deelname     |                     |                                       |
| 2009 | geen deelname    | geen deelname           |                   |                     |                                       |
| 2010 | geen deelname    |                         |                   | geen deelname       |                                       |
| 2011 | geen deelname    |                         |                   |                     |                                       |
| 2012 | geen deelname    |                         | geen deelname     |                     |                                       |
| 2013 |                  | geen deelname           |                   |                     | eerste ronde HWL 2012-13              |
| 2014 | geen deelname    |                         |                   | geen deelname       |                                       |
| 2015 |                  |                         |                   |                     | eerste ronde HWL 2014-15              |
| 2016 | geen deelname    |                         | geen deelname     |                     |                                       |
| 2017 |                  | geen deelname           |                   |                     | eerste ronde HWL 2016-17              |
| 2018 | geen deelname    |                         |                   | geen deelname       |                                       |
| 2019 |                  |                         |                   |                     | geen deelname                         |
| 2021 |                  |                         | geen deelname     |                     | geen deelname                         |
| 2022 |                  | geen deelname           |                   |                     | geen deelname                         |
| 2023 |                  |                         |                   | geen deelname       | geen deelname                         |
| 2024 |                  |                         | geen deelname     |                     | geen deelname                         |